# Santuario del Divino Niño (Caracas)
El Santuario del Divino Niño (también llamado simplemente Santuario Divino Niño o Iglesia del Divino Niño) es un complejo religioso que está afiliado a la Iglesia Católica y está localizado en el sector de La Rinconada vía al Poliedro de Caracas, Museo Alejandro Otero y el Hipódromo La Rinconada, bordeando el sector de Las Mayas en el Parroquia Coche al sur del Municipio Libertador y al oeste del Distrito Metropolitano de Caracas, al centro norte del país sudamericano de Venezuela.
Forma parte de la jurisdicción de la parroquia de Nuestra Señora de la Luz del Arciprestazgo de El Valle, en la Zona pastoral del Suroeste parte de la Arquidiócesis de Caracas.
En lugar aparte de la Iglesia principal funciona la Comunidad Católica Los Samaritanos dirigidos por el sacerdote italiano Vicente Mancini Pozzati. Ofrece servicios religiosos como las misas de sanación, retiros espirituales, el Jardín de la Esperanza (donde reposan las cenizas de difuntos), cursos bíblicos, grupos de oración y otros servicios sociales vinculados con otras instalaciones en Caracas, como la Capilla del Divino Niño en la California Norte, donde se ofrecen misas de sanación.